# ベン・ジェビイ
ベン・ジェビイ（Ben Jeby、本名：ベンジャミン・モリス・ジェバルトフスキ、1907年11月21日 - 1985年10月5日）は、アメリカ合衆国ニューヨーク州出身の元プロボクサー。元ニューヨーク州公認世界ミドル級チャンピオン。

## 経歴
ニューヨークのダウンタウンに生まれる。アマチュア・ボクサーとの喧嘩が縁でボクサーとなった。1927年プロデビュー。攻撃的なファイターで、1933年1月13日、カナダの強打者フランク・バッタグリアを12回KOしてニューヨーク州公認世界ミドル級王者となる。2度防衛を果たした後、同年8月9日、元ウェルター級王者ルー・ブロイラードの強打に7回KO負けし、王座を失った。翌年引退。その後カムバックしたが、失敗に終わった。

## 通算戦績
73戦53勝（22KO）14敗4引分け1無効試合